# Wendy González
Wendy González Salinas (Monterrey, Nuevo León, 17 de agosto de 1985) es una actriz mexicana. Es conocida por su papel principal de Isabel León en la serie Como dice el dicho, y su papel como coprotagonista en la telenovela Antes muerta que Lichita.

## Filmografía

### Películas
- Bienvenido paisano (2006) ... Asunción
- Prax: un niño especial (2014) ... Cristina

### Televisión
- Nunca te olvidaré (1999) ... Esperanza Gamboa Martel (niña)[3][4]
- Siempre te amaré (2000) ... Jazmín Elizondo
- Aventuras en el tiempo (2001) ... Equis
- El Reto Burundis (2002-2005) ... Conductora
- Código F.A.M.A. (2002-2003) ... Conductora
- CLAP (2003-2004) ... Jazmín[5]
- Misión SOS (2004-2005) ... Mónica Espinos
- Vecinos (2005) ... Tatiana San Román/Daria
- Amor mío (2006-2007) ... Violeta Sinclair[6]
- La rosa de Guadalupe (2008) ... Rosa
- Sortilegio (2009) ... Paula Samaniego[7]
- Cuando me enamoro (2010-2011) ... Adriana Beltrán #1[8][9]
- Como dice el dicho (2011-2014) ... Isabel León[10]
- Antes muerta que Lichita (2015-2016) ... Brisa Pacheco[11]
- Nosotros los guapos (2017) ... Luisa Fernanda
- Está historia me suena (2021) ... Gloria,  Ep: "Que no quede huella..."[12]

## Premios y nominaciones

### Premios TVyNovelas
| Año  | Categoría            | Telenovela               | Resultado |
| ---- | -------------------- | ------------------------ | --------- |
| 2016 | Mejor actriz juvenil | Antes muerta que Lichita | Ganadora  |